# Acorduloceridea fuscoapicalis
Acorduloceridea fuscoapicalis – gatunek błonkówki z rodziny Pergidae.

## Taksonomia
Gatunek ten został opisany w 1955 roku jako Saltia fuscoapicalis przez René Malaise. Holotyp (samica) został odłowiony w Angostura de Arias w prowincji Salta w Argentynie. W 1990 roku został on włączony do rodzaju Acorduloceridea przez Davida Smitha. 

## Zasięg występowania
Ameryka Południowa. Notowany w  Argentynie w prowincjach Jujuy, Salta i Tucumán w płn.-zach. części kraju.